# Everyone Sing
Everyone Sing è un videogioco musicale pubblicato nel 2012 per Wii, PlayStation 3 ed Xbox 360 dalla O Games. Il videogioco permette al giocatore di cantare e ballare su trentacinque brani musicali di vari artisti come Nicki Minaj, The Wanted, Nicole Scherzinger, Jessie J, Michael Bublé ed altri.